# Ernest Bong
Ernest Bong (29 febbraio 1984) è un calciatore vanuatuano, di ruolo portiere.

## Carriera

### Club
Nel 2012, dopo aver militato all'Amicale, si trasferisce all'Erakor Golden Star. Nel 2013 torna all'Amicale.

### Nazionale
Ha debuttato in Nazionale il 7 luglio 2011, nell'amichevole Isole Salomone-Vanuatu (2-1). Ha partecipato, con la Nazionale, alla Coppa delle nazioni oceaniane 2012. Ha collezionato in totale, con la maglia della Nazionale, 9 presenze.